# دهلیز پیلور
دهلیز پیلور (به انگلیسی: Pyloric antrum) اصطلاحی برای تعریف بخش نخست اسفنکتر باب‌المعده است. این بخش در انتهای معده و در قسمت اتصال معده به دوازدهه می‌باشد. این بخش از معده، در حقیقت جداکننده معده و دوازدهه است.

## نگارخانه

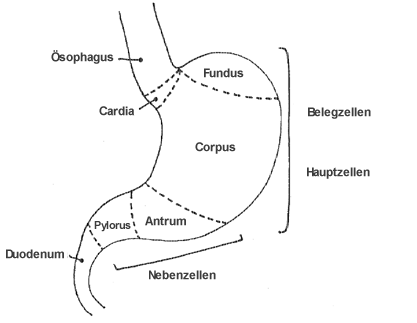
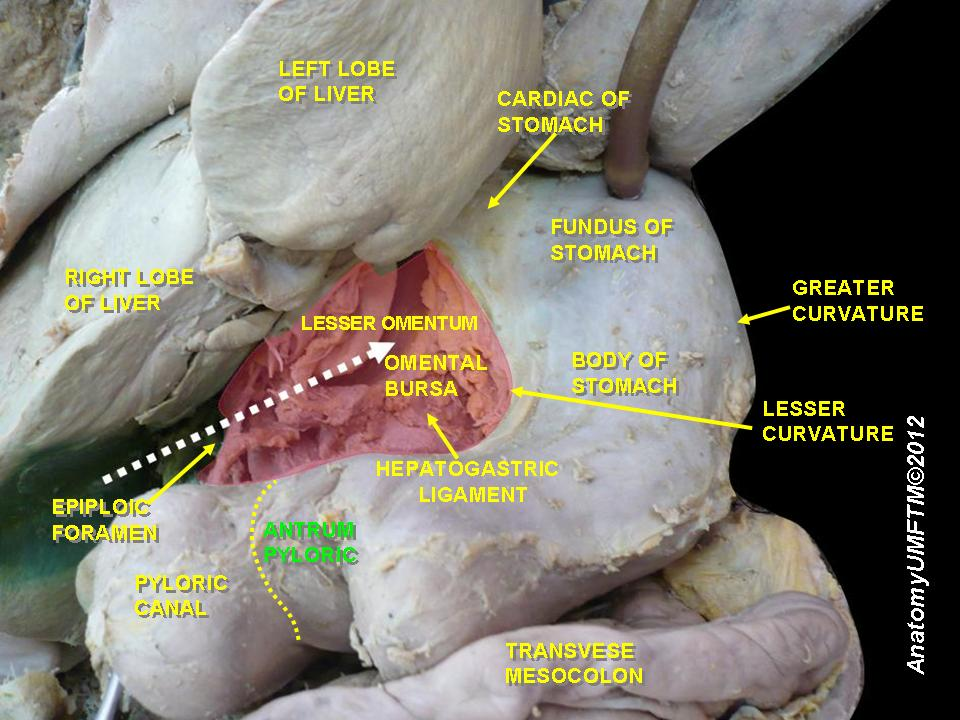